# Barichneumon similis
Barichneumon similis är en stekelart som beskrevs av Selfa 1991. Barichneumon similis ingår i släktet Barichneumon och familjen brokparasitsteklar. Inga underarter finns listade.